# Долина (місто)

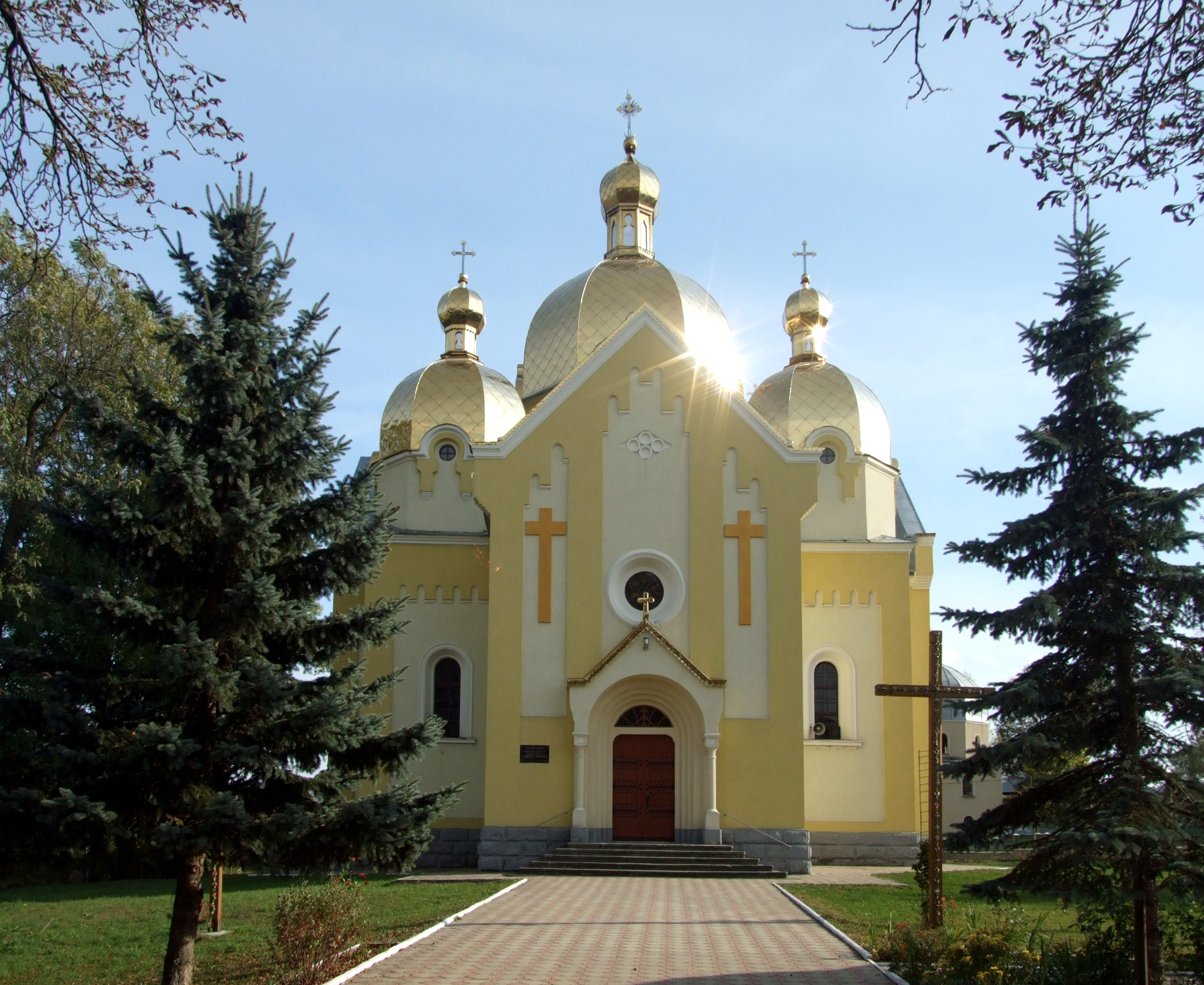
Церква Різдва Пресвятої Богородиці

Доли́на — місто, адміністративний центр Долинської громади Калуського району Івано-Франківської області України. Умовно Долину ділять на декілька частин. Серед них Стара Долина, Обліски, Загір'я, Брочків, Городок. Розташоване на території Бойківщини.

## Географія
Місто Долина на відстані 58 км від обласного центру — міста Івано-Франківськ.
Відстань від м. Долини до: Львова — 111 км; Тернополя — 180 км; Чернівців — 220 км; Ужгорода — 225 км; Києва — 716 км; Варшави — 648 км; Будапешту — 690 км; Братислави — 820 км; Комарно — 94 км;
Через Долину протікають малі річки Тур'янка та Сівка. Окрасою міста є Долинське озеро, яке займає площу 25 га. Середня глибина водойми 2,5 м. Запаси води в озері близько 600 тис. м³.

## Історія

### Заснування міста
Місто засновано в 979 році, коли було відкрито соляні джерела на цій території. Історію описали отець Теокліст в 1112 році та інженер Фелікс П'єстрак в 1900-х роках, який досліджував долинське солеваріння. В історії сказано, що в цьому регіоні панував князь Андрійович, його пастухи випасали в горах овець. Одного разу вівці попрямували до долини, де був по́тік. Спинити їх було неможливо, тому пастухи помчали за ними і натрапили на «білі» береги потоку, які були вкриті сіллю. Після повернення додому із великими запасами солі пастухи князя забули дорогу до долини і були змушені довго її шукати разом із князем Андрійовичом та князем Ратіллою. Після пожертви п'яти топок солі та сорока овець богу Перуну вони знову змогли віднайти джерела і так почалося солеваріння на Долинщині.
Документальні згадки про Долину відносяться до 1403 року.

### XV—XVII століття

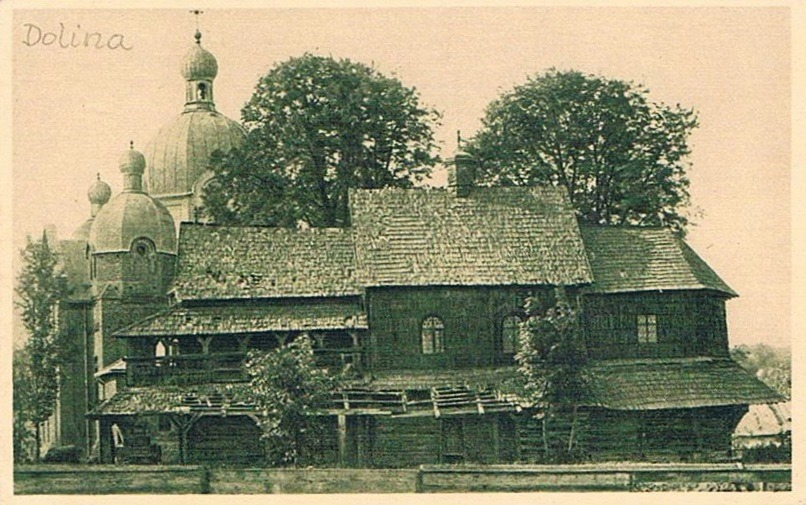
Стара церква Різдва Богородиці на фоні нової, поштівка 1915 р.

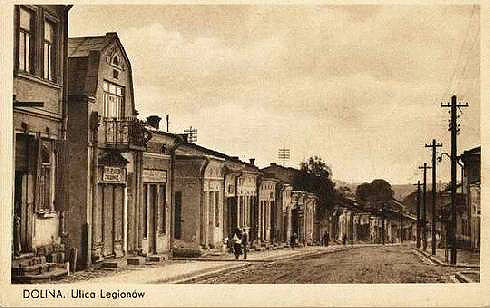
Стара частина міста

Герб польського (1920—1939 рр.) періоду, перезатверджений у 2009 році

У XV столітті тут панували поляки. Повна назва міста була — «Вільне королівське місто Долина». Для правління король призначав старост, які, як правило, були поляками, жорстоко ставились до корінного українського населення. Про утиски долинян старостами можна дізнатись із польських джерел. У 1434 році помирає король Ягайло, Долина переходить до його сина короля Владислава III, він призначає старостою міста Міхала Бучацького — каштеляна галицького. Після адміністративної реформи місто відійшло до Жидачівського повіту, де найважливішими містами були Удеч і Долина.
У 1525 році король Сиґізмунд І Старий надав Долині маґдебурзьке право (його надання означало, зокрема, появу в місті вагомої кількості вірян РКЦ, головно іноземців), також видав дозвіл на дроблення солі й паління горілки. У цьому столітті почала діяти у місті лікарня. Проблему опалення було вирішено досить оригінально. Згідно з указом Сиґізмунда ІІ Авґуста від 16 серпня 1553 року на користь лікарні бралося одне поліно дерева з кожного воза, що проїжджав через місто.
Станіслав Гербурт — прихильник короля Генріха Валуа, підписав вибір королем Стефана Баторія, вітав його у Вишні та Перемишлі — зміг отримати 15 червня 1578 р. скасування виключного привілею Долини продавати сіль у Белзькому та Волинському воєводствах.
У 1594 році Долина була спалена та сплюндрована татарами під час нападу на Галичину та Прикарпаття через прорахунки коронного командування, також був спалений і замок. Через трагедію король Сиґізмунд III Ваза надав місту певні привілеї і полегшення в сплаті податків, дозволив побудувати млин на річці Турянці. 1622 року були спалені татарами також села Надіїв та Раків.
З 1648 року в Долині, як і у всій Україні, почалася визвольна боротьба українського народу під проводом Богдана Хмельницького. На Прикарпатті діяв великий загін повстанців, який очолював Семен Височан. Долиняни без вагань приєдналися до нього. Після штурму був взятий і зруйнований місцевий замок. Багато польського населення було перебито, через рік окупанти знову повернулись.
У 1668 році в Долині пройшло т. зв. «Долинське повстання». Розпочалося воно в Рахині, коли один із польських панів хотів конфіскувати майно в селян. Повстання перекинулось через сусідні села в Долину. Головний штаб був у селі Тростянці, де проходив вишкіл молодих новобранців. Після загальної мобілізації поляки змогли придушити збройний спротив.

### XVIII—XIX століття
У XVIII столітті починається масовий рух гірського населення проти польської агресії. Повстанців називають опришками. Діяли вони невеликими мобільними групами; завданням були напади на шляхту та ворожі залоги в містечках Прикарпаття. На території нашого району діяв Іван Довбуш, брат славного Олекси Довбуша. Місцем базування були скали біля с. Бубнище, сьогодні їх називають «Скелі Довбуша».
У 1740 році вибухає нове повстання. Старості Зельонці лише таємною втечею вдалось уникнути розправи. Після зібрання шляхти в місті Судова Вишня було прийнято рішення найняти військо для придушення повстанців. Місто було знову потоплено в крові.
У ті часи церква сприяла формуванню національної свідомости українців. Так ми знаходимо інформацію, що у 1741 році при всіх трьох українських церквах діють школи.
У 1772 році відбувся перший поділ Польщі. Австрійська імператриця Марія-Терезія висунула претензії на Галичину. 13 червня 1772 року місто зайняла частина австрійського війська. Долиною надалі управляв староста-поляк Вацлав Жевуський, який не відрізнявся від своїх попередників. У 1781 р. міщани написали на нього скаргу, в якій детально розповіли про його поведінку з населенням. Старосту вигнали, управління міста безпосередньо перейшло до австрійської адміністрації.
У 1791 році Долину позбавили старих привілеїв і титулу «Вільного королівського міста».
Важливою подією в житті населення Галичини стало повне скасування панщини в 1848 році. Цій події передувало повстання в Угорщині та виступи в Чехії, Словаччині, Галичині та Буковині. У цьому році на престолі почав володарювати Франц-Йозеф. У 1861 році були проведені перші вибори в австрійський парламент. Долиняни проголосували за українського кандидата. Франц-Йозеф був проїздом у Долині, а біля Болехова дотепер збереглося дерево, біля якого він відпочивав дорогою.
За даними 1869 року Долинський повіт мав 2517,62 кm² і посідав перше місце у всій Галичині. У Долині проживало 6638 жителів, із них: 2076 — греко-католиків, 2135 — римо-католиків, 1980 — юдеїв і 447 — протестантів.
У 1875 році відкрили залізничну станцію Долина і залізницю, яка з'єднала Стрий і Станиславів,— так звану Залізницю Ерцгерцога Альбрехта. Це відкрило нові можливості для транспортування солі з Долини.
13 грудня 1886 року спалахнула сильна пожежа, яка знищила 320 осель, 2000 жителів залишилися без житла під час сильних морозів.
У 1897 році в Галичині пройшли вибори, які ввійшли в історію під назвою «Баденівські вибори» на «честь» намісника Галичини поляка графа Казімежа Бадені. Вибори відзначалися брутальністю й розправами з боку де-факто польської влади. Загинуло понад 10 українців у сутичках із жандармами. Вся прогресивна Європа їх засудила і граф Бадені змушений був подати у відставку. Ось цитата тодішньої газети «Галичанинъ» про перебіг виборів у Долині: 
| 4 березня 1897 року староство оточене хмарою сволочі, мужиків б'ють і не пускають голосувати, а жандарми дивляться в іншу сторону… Перед староством жандарми вимагають не тільки запрошень, але і карток(бюлетенів). Хто їх не має, того не впускають або дають уже з написом „Edmund Nowrocki“… Виборець Матвій Савчин з Підбережа поклав 20 злотих перед о. Бірчаком, що отримав за голос на користь старости. Хто не хотів брати грошей, того викидали за двері. |
Внаслідок таких порушень був «обраний» поляк Едмунд Навроцький, який одразу ж після виборів почав поїти своїх соратників та українців-хрунів. Корчми міста були заповнені. Українським кандидатом по Долинському виборчому округу був відомий діяч Юліан Романчук. Згодом він був обраний до парламенту й посідав посаду віце-спікера Райхсрату, яка була найвищою для українця.
26 листопада 1898 року Долину спіткало нове лихо. Чергова пожежа знищила виробничі та адміністративні приміщення сільзаводу. Багато долинян знову втратили житло та роботу. Міська влада старалась якнайшвидше відбудувати «саліни». 5 травня 1900 року долиняни святкували відбудову солеварні, яка аж до половини XX століття була найбільшим підприємством у місті. Ці солеварні залишились і дотепер, але в жалюгідному стані.

### XX—XXI століття
У 1902 розпочали будівництво міської лікарні, яке завершили у 1904. А в 1903 р. в Долинському повіті працювали 11 лікарів. Через певний брак коштів ця лікарня була відкрита аж 12 вересня 1908 року.
Також у XX столітті відбувається розвиток освіти. Так, у 1911 році за ініціативою Крайового шкільного союзу у Долині було відкрито приватну українську гімназію ім. о. Маркіяна Шашкевича, директором якої став Михайло Пачовський. Після української відкрилася також польська гімназія ім. Зигмунта Красінського. Діяла в місті і початкова державна школа з польською мовою викладання, але українські вчителі читали свої предмети українською.

#### Перша світова війна
Мирний розвиток міста перервала Світова війна. 21 серпня 1914 року російська армія форсувала Збруч і вдерлася в Галичину. 8 вересня Долину захопили росіяни. Австрійський фронт був стабілізований у Карпатах на кордоні між Галичиною та Закарпаттям. Велися запеклі бої за Вишківський перевал та окремі гори.
У складі австрійської армії отримав бойове хрещення легіон «Українських Січових Стрільців». Серед них був лише один долинянин — Августин Болехівський.
Після оборонних боїв осені-весни ініціативу перехопили австрійці, прорвавши фронт під Горлицями. 18 травня почався наступ австрійських військ на Долину, яка була важливим стратегічним містом. У складі корпусу Гофмана знаходився легіон УСС. 28 травня почалися запеклі бої на лінії Лисовичі-Гузіїв, в яких узяли участь 1-й та 2-й курені Січових стрільців. 30 травня австрійці залишили свої позиції і не попередили про це стрільців, тому багато наших воїнів було захоплено в полон російським військом. При наступі на Лисовичі російське військо одночасно вдарило на Гузіїв і зайняло позиції над Свічею. Бойова лінія опинилась на окраїнах Болехова. Ворожий бронепоїзд на шляху Долина — Болехів почав обстріл Болехова. Лише завдяки мужності Січових Стрільців російські війська не захопили Болехів, а вже через два дні почали відступати. Вночі з 3 на 4 червня в Долину переможно ввійшли австрійські вояки корпусу Гофмана. Ще двічі лінія бою опинялась на території Долинського повіту, але саме місто більше не зазнало шкоди.

#### Міжвоєнний період

Учасники товариства Сокіл в Долині. 14 травня 1939.

1 листопада 1918 року сталася славетна подія — проголошення Західно-Української Народної Республіки. Цю акцію провели українські військові, очолювані Д. Вітовським, у Львові. Було створено уряд, вибрано президента та призначено державну адміністрацію. В усіх повітових містах Західної України народ взяв владу у свої руки. Комісаром Долинського повіту призначено відомого політика Северина Даниловича, а міським комісаром став Михайло Пачовський.
Пожвавилось економічне життя, бо Долина знаходилась у запіллі, далеко від лінії фронту з поляками.
10 листопада 1918 р. долинянин Іван Левинський був призначений послом ЗУНР до Швейцарії.
ЗУНР не змогла довго проіснувати через російську та польську агресію. Однак у війні двох загарбників перемогли поляки і вигнали більшовиків із Галичини. Це призвело до виникнення на нашій території багатьох націоналістичних організацій. Особливо активно діяла Організація Українських Націоналістів. Долина дала Україні одного із найславетніших представників ОУН — д-ра Володимира Горбового. Також тут діяли товариства «Сокіл» та «Пласт». Протягом цього часу проходило багато погромів українців лише тому, що вони розмовляли рідною мовою. Так напади проводились на читальні, школи та магазини, де були вивіски українською мовою.
У 1939 році в місті проживало 10 400 мешканців (3550 українців, 3600 поляків, 200 латинників, 2250 євреїв і 800 німців та інших національностей).

#### Друга світова війна
1 вересня 1939 розпочинається Друга світова війна, Німеччина нападає на Польщу. А 17 вересня у війну проти Польщі втрутився і стратегічний союзник нацистської Німеччини — Радянський Союз. Польща практично не могла чинити опору і була розділена між окупантами. Галичина перейшла під володіння більшовиків. Страждало від цього, як і українське населення, так і польське. В Україні опір чинила ОУН, яка всіма силами намагалась вигнати окупантів.
22 червня — друга фаза війни, коли колишні союзники почали воювати між собою. Війська СРСР, тікаючи, масово розстрілювали людей. Так вони хотіли вчинити і з працівниками солеварні. Покликавши їх на збори, замкнули двері і вже очікували приходу енкаведистів, але хтось устиг виламати двері й працівники врятувались.
На місце комуністів прийшли інші окупанти, німецькі. Вони теж вели антиукраїнську політику і багатьох жителів було розстріляно або вивезено в концентраційні табори. Німці винищували єврейське населення; за радянськими даними загинуло 2546 жителів міста; частина на місці (найбільша акція — 3 серпня 1942 р., коли майже 2 тис. осіб було розстріляно на єврейському кладовищі), решту у таборі знищення в Белжеці. Кілька десятків мешканців було страчено за допомогу євреям.
ОУН було створено Українську Повстанську Армію, яка чинила опір нацистам, але для повного визволення краю в них не було а ні сил, а ні зброї. У 1944 році знову повернулись більшовики. Під час штурму Долини їх загинуло близько чотирьохсот.

#### Післявоєнний період
На початку січня 1946 року відділ УПА «Бистриця» зробив наскок на Долину. Здобуто 18 рушниць та іншу зброю, а також багато харчів. 27 травня 1946 року відділ «Летуни» звів бій з енкаведистською охороною вузькоколійки біля смт Вигода. Убито трьох енкаведистів, а решта втекли.
На початку 50-х років на території Долини та району були знайдені потужні нафтові родовища, і з цього часу розпочалась зовсім інша історія розвитку нашого міста.

#### Відновлення незалежності

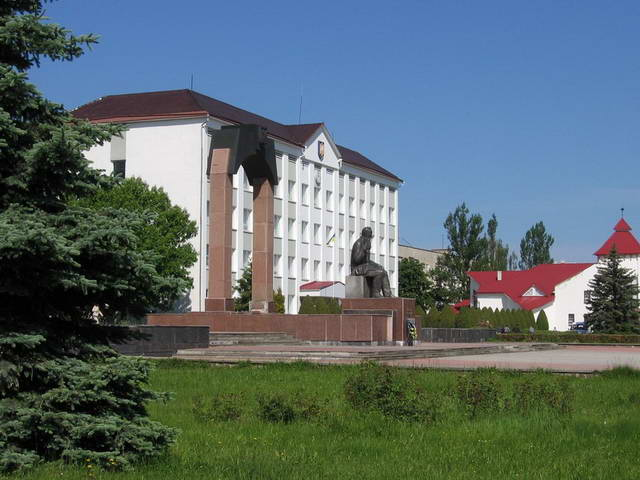
Пам'ятник Грушевському на фоні міської ради

У вересні 1990 року в Долині було повалено пам'ятник Леніну. Організаторами були Петро Січко та Степан Полюляк. Натомість долиняни першими в незалежній Україні встановили пам'ятник Михайлові Грушевському.
18 грудня 2016 року у місті Долина відбулося благословення храму УГКЦ Святого апостола Андрія Первозванного, освячений 28 травня 2017-го.
У 2017 році на Міжнародному саміті мерів місто отримало нагороду премії Smart Cities Ukraine 2017 в номінації «Cleantech-рішення та енергоефективність».
Долина — єдине місто в Україні, яке отримало європейський сертифікат енергоефективного менеджменту.
За понад 10 років у Долині утеплили всі заклади бюджетної сфери міста, більше 30 % житлових будинків, що є найвищим показником в Україні, модернізували вуличне освітлення, відмовилися від централізованого опалення, а понад 60 % великих котелень перевели на альтернативні види палива.
Головними пріоритетами міста є розвиток туристичного потенціалу, а також відновлення та збереження пам'ятки архітектури державного значення — будівель колишньої солеварні кінця XIX століття в старій частині м. Долина.

## Населення

### Чисельність
За даними реєстру територіальної громади станом на 01.01.2018 року чисельність населення становить 20 129 осіб.
Розподіл населення за віком та статтю (2022):
| Стать | Всього | До 15 років | 15-24 | 25-44 | 45-64 | 65-85 | Понад 85 |
| --- | ------ | ----------- | ----- | ----- | ----- | ----- | -------- |
| Чоловіки | 28 030 | 6090        | 3675  | 8401  | 6047  | 3648  | 169      |
| Жінки | 18 747 | 5786        | 2676  | 6790  | 2126  | 1169  | 200      |
| \| Статево-вікова піраміда \| Статево-вікова піраміда \| Статево-вікова піраміда \| \| ----------------------- \| ----------------------- \| ----------------------- \| \| Чоловіки \| Вік \| Жінки \| \| 169 \| 85 + \| 200 \| \| 269 \| 80-84 \| 227 \| \| 657 \| 75-79 \| 270 \| \| 1258 \| 70-74 \| 322 \| \| 1464 \| 65-69 \| 350 \| \| 1466 \| 60-64 \| 397 \| \| 1043 \| 55-59 \| 422 \| \| 1627 \| 50-54 \| 607 \| \| 1911 \| 45-49 \| 700 \| \| 2271 \| 40-44 \| 1100 \| \| 2098 \| 35-39 \| 1990 \| \| 2006 \| 30-34 \| 1700 \| \| 2026 \| 25-29 \| 2000 \| \| 1899 \| 20-24 \| 1022 \| \| 1776 \| 15-20 \| 1654 \| \| 2346 \| 10-14 \| 2212 \| \| 2123 \| 5-9 \| 2011 \| \| 1621 \| 0-4 \| 1563 \| |        |             |       |       |       |       |          |
| Статево-вікова піраміда |        |             |       |       |       |       |          |
| Чоловіки | Вік    | Жінки       |       |       |       |       |          |
| 169 | 85 +   | 200         |       |       |       |       |          |
| 269 | 80-84  | 227         |       |       |       |       |          |
| 657 | 75-79  | 270         |       |       |       |       |          |
| 1258 | 70-74  | 322         |       |       |       |       |          |
| 1464 | 65-69  | 350         |       |       |       |       |          |
| 1466 | 60-64  | 397         |       |       |       |       |          |
| 1043 | 55-59  | 422         |       |       |       |       |          |
| 1627 | 50-54  | 607         |       |       |       |       |          |
| 1911 | 45-49  | 700         |       |       |       |       |          |
| 2271 | 40-44  | 1100        |       |       |       |       |          |
| 2098 | 35-39  | 1990        |       |       |       |       |          |
| 2006 | 30-34  | 1700        |       |       |       |       |          |
| 2026 | 25-29  | 2000        |       |       |       |       |          |
| 1899 | 20-24  | 1022        |       |       |       |       |          |
| 1776 | 15-20  | 1654        |       |       |       |       |          |
| 2346 | 10-14  | 2212        |       |       |       |       |          |
| 2123 | 5-9    | 2011        |       |       |       |       |          |
| 1621 | 0-4    | 1563        |       |       |       |       |          |

Населення — понад 21,1 тис. осіб станом на 1.12.2022 і 19 500 особи на 1 серпня 2015, густота населення — понад 20,0 мешканці на 1 км². Міське населення становило 20,0 % від всієї чисельності.
Населення міста станом на січень 2015 року налічувало 19 370 осіб.

### Національний склад
Розподіл населення за національністю за даними перепису 2001 року:
| Національність  | Відсоток |
| --------------- | -------- |
| українці        | 96.25%   |
| росіяни         | 2.61%    |
| поляки          | 0.37%    |
| білоруси        | 0.22%    |
| роми            | 0.13%    |
| інші/не вказали | 0.42%    |
| Усього          | 100%     |

### Мова
Розподіл населення за рідною мовою за даними перепису 2001 року:
| Мова            | Кількість | Відсоток |
| --------------- | --------- | -------- |
| українська      | 20119     | 97.21%   |
| російська       | 473       | 2.29%    |
| ромська         | 27        | 0.13%    |
| білоруська      | 23        | 0.11%    |
| польська        | 12        | 0.06%    |
| румунська       | 10        | 0.05%    |
| інші/не вказали | 32        | 0.15%    |
| Усього          | 20696     | 100%     |

## Промисловість та економіка

### Нафто- і газовидобування
Основу промислового комплексу становить нафтогазова промисловість, зокрема підприємства структурні одиниці ВАТ «Укрнафта».
Про поклади газу та нафти відомо вже понад ста років. Перші відомості з геології району знаходяться в праці Є. Дунківського, яка була надрукована в 1891 році. Одна із перших свердловин була пробурена до глибини 750 метрів, а нафтові пласти були виявлені на глибині 170 та 500 метрів. Але Перша світова війна призвела до занепаду видобутку нафти. Аж в 1935 році з'явились нові свердловини, які вже в 1938 році видобували 415 тонн нафти за рік. З часом свердловини виснажувались і в 1949 давали лише одну тонну за добу. Уся праця на той час була ручна, не було жодної механізації.
Після Другої світової пошуки нафти набрали нових обертів. На глибині 1818 метрів були відкриті верхні продуктивні складки менілітового покладу Долинського родовища. Однак порода прихопила бурильний інструмент, а спроби його звільнити призвели до викиду сировини, який утворив фонтан. Отже велика нафта була знайдена, аварію згодом приборкали і розпочали побудову інфраструктури для масштабного видобутку.
Пошуки родовищ збільшувались, як і сама кількість видобутої сировини. Вже у 1955 р. річний видобуток нафти досяг 145 тис. тонн. Згодом були виявлені великі поклади у Вигоді та Маняві. В період з 1959 по 1963 рр. відкриті і введені в експлуатацію Спаське, Північно-Долинське і Струтинське родовища. Попутно видобувався і газ. У 1963 р. досягнуто максимального видобутку газу — 1,2 млрд кубометрів, а в 1966 р. — максимального видобутку нафти — 2 млн тонн. А всього з 1950 по 2008 роки видобуто понад 52 млн тонн нафти і 19,5 млрд м3 газу.
У 1970 році НПУ «Долинанафта», яке було створено в 1957 р., перейменовують в НГВУ «Долинанафтогаз» і підпорядковується Державному об'єднанню «Укрнафта» у м. Києві. У 1994 році виробниче об'єднання перетворено у відкрите акціонерне товариство «Укрнафта». Розпочато приватизацію ВАТ «Укрнафта». НГВУ «Долинанафтогаз» з виробничої одиниці перетворено у дочірне підприємство зі статусом юридичної особи. У жовтні 1997 року «Долинанафтогаз» переведено у структурну одиницю ВАТ «Укрнафта».
Науковці підтвердили, що на Долинщині нафтовидобуток може продовжуватись і надалі. Крім того, є структури і ділянки, де на сьогоднішній день можна відкрити нові родовища нафти і газу як на невеликих глибинах, так і на великих. Зокрема на двох структурах в Долинському районі оціночні запаси на глибинах 5—6,5 кілометрів — понад 100 мільйонів тонн нафти. Окрім того, є великі перспективи з видобутку газу. За підрахунками, у нижньокрейдових відкладах у підніжжі скибових Карпат є запас понад 100 мільярдів метрів кубічних газу. Але для цього необхідно застосовувати дороговартісні надсучасні технології видобутку.

### Солеваріння

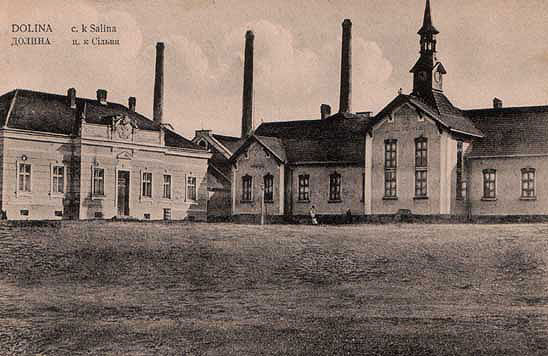
Стара солеварня

Як відомо з легенди про виникнення міста Долина, солеваріння на цих землях існує вже більше ніж тисячу років. Соляні джерела були знайдені пастухами князя Андрійовича, які тут випасали овець. Перша письмова згадка про солеваріння датується 1474 роком. Потім про сіль згадується 1525 року, коли Долина отримала маґдебурзьке право.
Про соляну славу Долини ми переважно дізнаємось із книги поляка Фелікса П'єстрака «Шкіц монографічний салін долинських». На жаль, книги історії, які велися в Долині, не збереглися в доброму стані і Ф. П'єстрак не зміг повноцінно їх переписати, тому більша частина його описів сягає часів, коли Галичина потрапила під панування Австро-Угорщини. У своїй монографії Ф. П'єстрак зауважує, що в другій половині XIX століття виварювали сіль за примітивною технологією. Солянку черпали із шахт за допомогою коловороту, наливали в бочки, підвозили до казанів, під якими розпалювали вогнище. Вода випаровувалась, а сіль виймали з казанів і досушували біля вогню. В цей час Долинська солеварня вже була, як на той час, великим підприємством. Тут працювали 82 робітники. В тому числі: 4 гайдуки, 2 сторожі, 3 сушарники, 2 водники, 3 ковалі, 2 мулярі, 1 тесляр, 47 виварювальників, 10 помічників, 8 бондарів.
В 1845 році були наміри закрити Долинську солеварню, але вдалося разом із Дрогобицькою солеварнею пережити ці часи. Також довелось пережити кілька великих пожеж та повеней, але саліни швидко відбудовували.

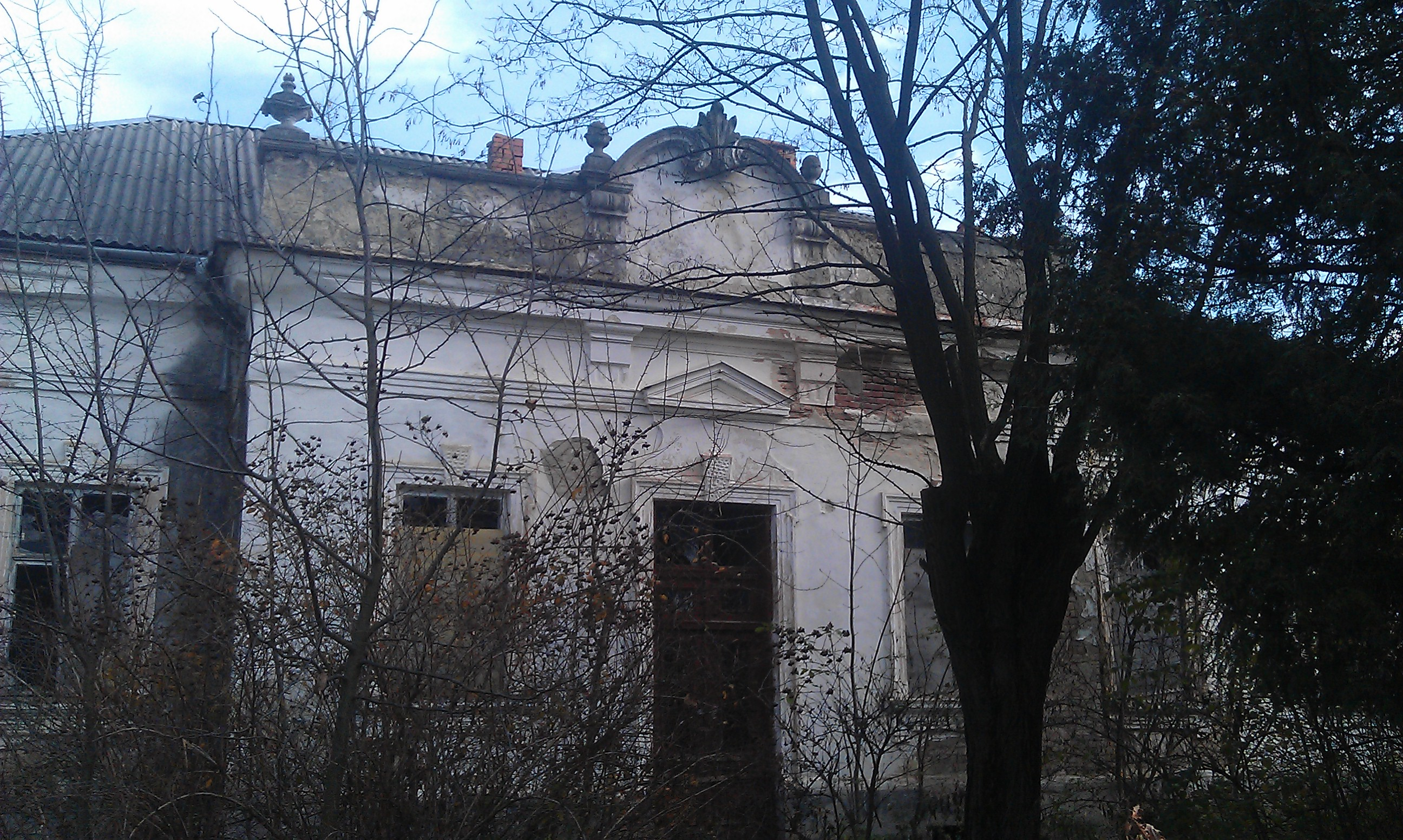
Сучасний стан солеварні

З часом солеварні модернізували і виробництво солі швидко зростало. Цісар Франц Йозеф після пожежі наказав відбудувати в Долині солеварню в кінці XIX століття. Майже ціле XX століття солеварня активно працювала.
У даний час[коли?] солеварня закрита.
Проте в майбутньому Долина може стати потужним туристично-оздоровчим центром не лише Прикарпаття, а й усієї України. Місто має декілька перспективних проєктів та бажання втілювати їх у життя.  Зокрема, проєкт "Розвиток бальнеологічного (SPA) туризму в м. Долина на основі використання лікувально-оздоровчих властивостей соляної ропи з родовища «Барбара».

### Легка промисловість
Підприємства легкої промисловості ТзОВ «Довіра» та ТзОВ «Спецодяг» працюють згідно укладених контрактів з іноземними споживачами.

## Освіта і наука
На території міста діють: 6 дитячих садків, 8 загальноосвітніх шкіл, 6 позашкільних навчальних закладів.

### Дитячі садки
- Заклад дошкільної освіти (ясла-садок) «Сонечко» Долинської міської ради
- Заклад дошкільної освіти (ясла-садок) «Зірочка» Долинської міської ради
- Заклад дошкілької освіти (ясла-садок) комбінованого типу «Росинка» Долинської міської ради
- Заклад дошкільної освіти (ясла-садок) комбінованого типу «Золота рибка» Долинської міської ради
- Долинський дошкільний навчальний заклад (ясла-садок) «Теремок»
- Долинський навчально-виховний комплекс № 2

### Школи та ліцеї
- Долинська загальноосвітня вечірня (змінна) школа II-III ступенів
- Долинська початкова школа
- Долинський ліцей №1
- Долинський ліцей №4
- Долинський ліцей №5
- Долинський ліцей №6 "Європейський"
- Долинський ліцей №7
- Долинський ліцей «Інтелект»
- Долинський ліцей «Науковий»

### Позашкільні заклади
- Долинський міжшкільний навчально-виробничий комбінат
- Долинська дитяча школа естетичного виховання імені Мирослава Антоновича
- Долинський районний будинок дитячої та юнацької творчості
- Долинська дитяча художня школа
- Долинська районна станція юних техніків
- Долинська дитячо-юнацька спортивна школа
- Долинський підлітковий клуб «Прометей»
- Долинський дитячий будинок «Теплий дім»[19]
- Долинська автомобільна школа Товариства сприяння обороні України

## ЗМІ
В місті Долина діють два повноцінні види ЗМІ: друковані засоби масової інформації — газети та міська станція радіомовлення.

### Газети
- «Свіча» — дата заснування видання 1990 рік. Сфера розповсюдження — район. Найбільший тираж серед районних видань в Івано-Франківській області. Цільове призначення газети — громадсько-політичне.
- «Добра справа» — громадсько-політичний тижневик Прикарпаття. Також у виданні друкуються оголошення та реклама.

### Радіо
Хвиля гір — мовлення проводиться на хвилі 106,2 FM. Засноване радіо у 2009 році. «Хвиля гір» належить до розважально-музичних форматів радіо. На базі радіо функціонує продакшн-студія. Адреса: м. Долина, вул. Грушевського 11, 2-й поверх.

## Культура і пам'ятки

Міський будинок культури, розташований у центрі міста

У 2009 було створено Долинський муніципальний духовий оркестр, який має багато нагород всеукраїнських та міжнародних конкурсів. 25-го червня 2017 року в місті Долині відбувся — II Міжнародний фестиваль духових оркестрів "Сурми гір".
Відомим є уродженець міста, його почесний громадянин — цимбаліст Михайло Захарія. Існують музичні колективи «Контраст», «Карпатські музики», та інші.

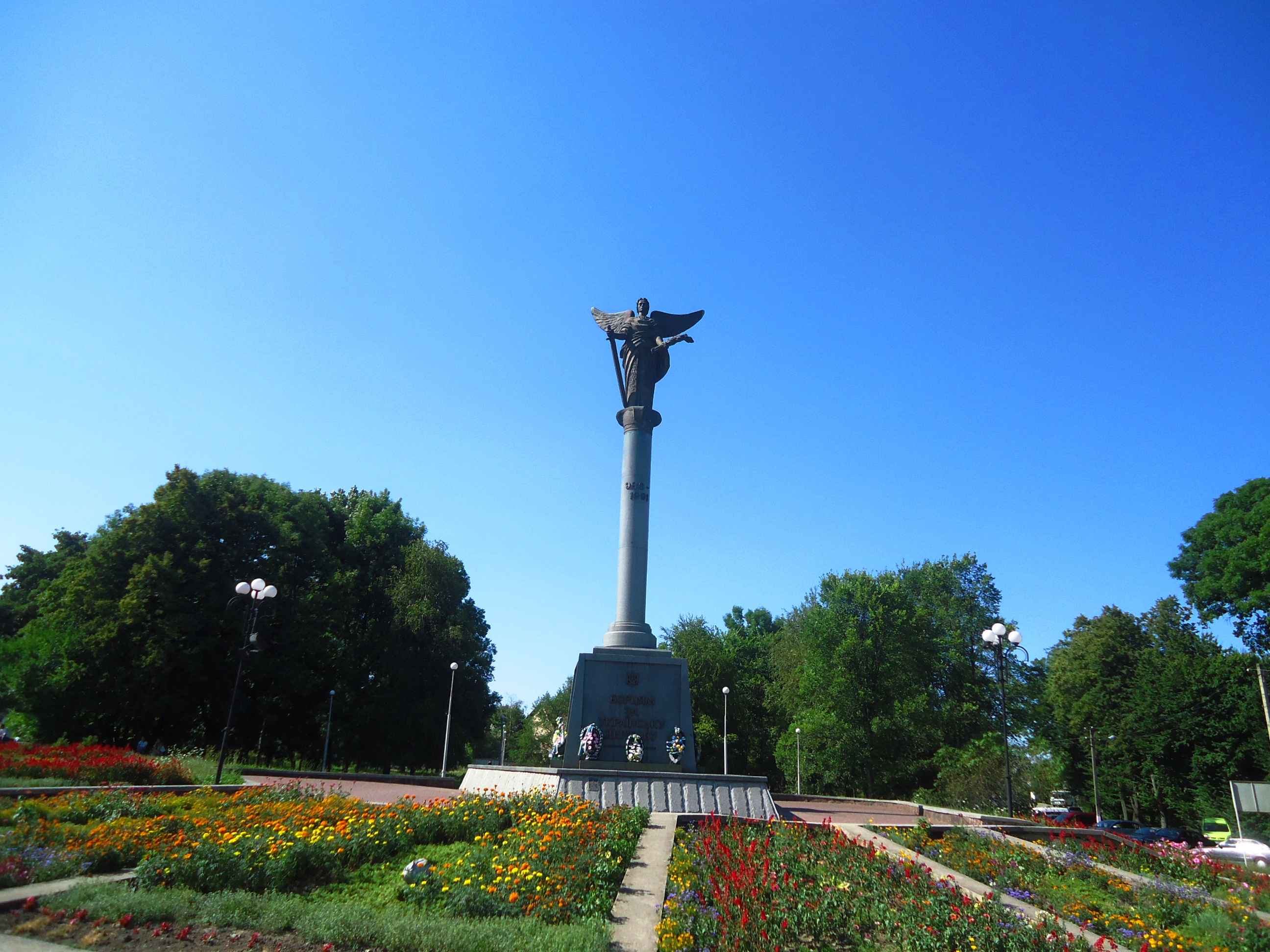
Пам'ятний знак у центрі міста «Борцям за Українську державу» (2015)[https://web.archive.org/web/20150925124137/https://ssl.panoramio.com/photo/123198419

2002 року коштом Омеляна Антоновича відкрито монумент «Борцям за Українську державу». Скульптори Василь Ярич, Ярослав Юзьків, архітектори Володимир Сколоздра і Роман Козій. В серпні 2014 року в рамках святкування Дня міста Долина та з нагоди 100-річного ювілею відкрито пам'ятники Омеляну і Тетяні Антоновичам та  Кардиналу Мирославу Івану Любачівському.

### Музей «Бойківщина»

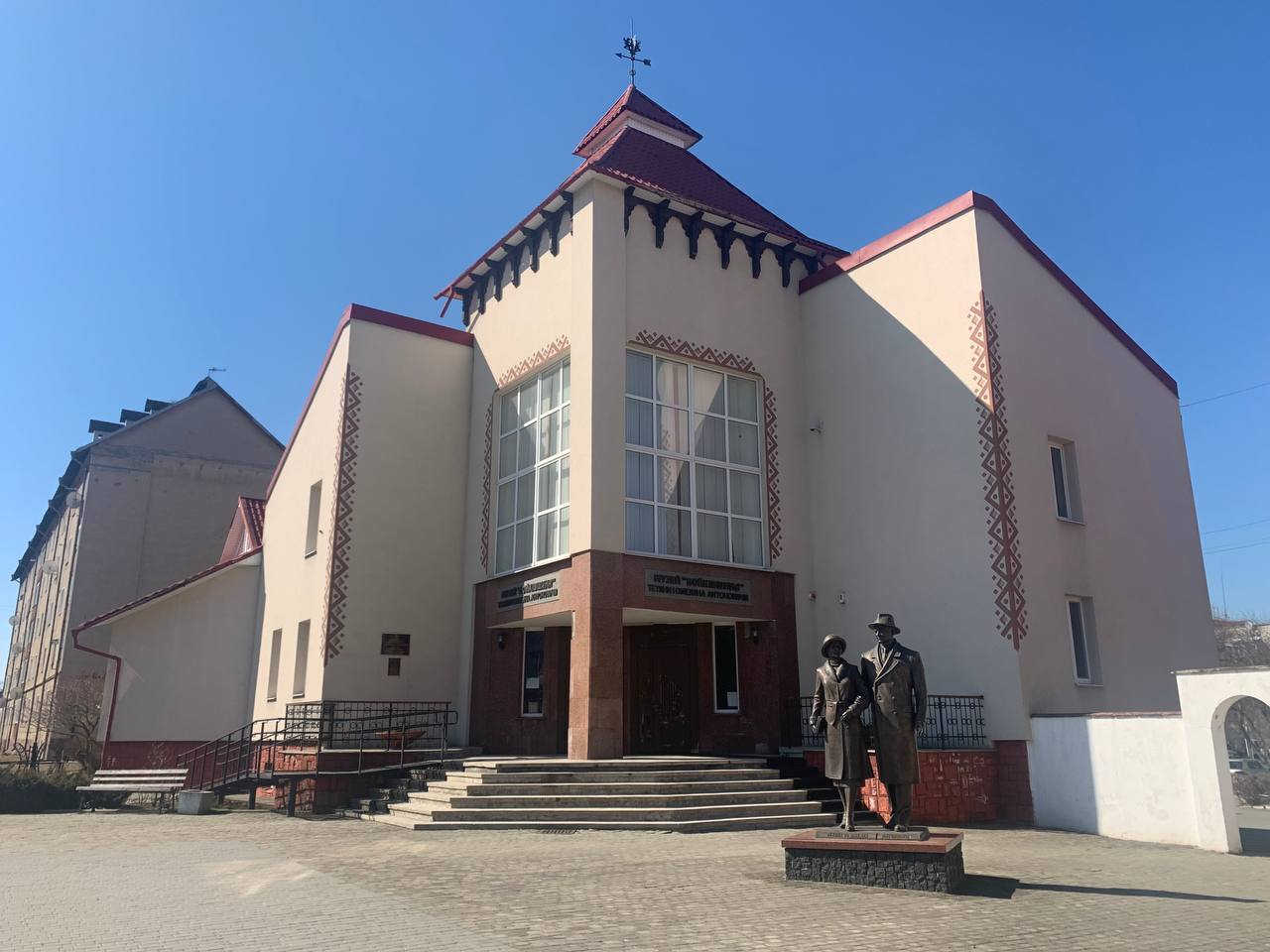
Музей «Бойківщина»

Долинський краєзнавчий музей Тетяни і Омеляна Антоновичів «Бойківщина» — один із наймолодших музеїв у Карпатському регіоні — заснований 1998 року. Нова сторінка діяльності музею розпочалась з вересня 2003 р., коли музей одержав новозбудоване приміщення. Будівництво відбулось за сприяння всесвітньовідомої благодійної фундації Тетяни та Омеляна Антоновичів. Відкриття відбулось 05.09.2003 під час першого Всесвітнього бойківського фестивалю на Прикарпатті.
Це перший музей на Прикарпатті, присвячений Бойківщині — краю, що незважаючи на свою яскраву самобутність і давню історію, досі є мало досліджений та вивчений.
Серед матеріалів експозиції — цікаві археологічні знахідки, знаряддя праці та побуту минулих часів, бойківський одяг та вишивка. У музеї є документи, що висвітлюють різні події з історії краю, стародруки, видані в Україні, твори українського образотворчого та народного мистецтва, а також твори сакрального мистецтва.
Безперечними «родзинками» музею є реконструкція бойківської хати — типової бойківської оселі; писанки, вишиті кольоровими нитками; колекція ляльок та сакральні пам'ятки XVI—XVIII століть.
10 серпня 2014 року на території музею відбулося відкриття та освячення пам'ятника, присвяченого подружжю Омеляну та Тетяні Антонович.

### Бібліотеки
- Долинська центральна районна бібліотека
- Долинська районна бібліотека для дітей
- Долинська міська публічна бібліотека-філія
- Долинська міська дитяча бібліотека-філія

## Спорт

Емблема «Нафтовик» Долина

### Спортивна слава міста
- Асоціація Футбольний клуб Нафтовик-Долина
- Громадська організація «Долинська районна федерація футболу»
- Долинський районний центр фізичного здоров'я населення «Спорт для всіх»
- Долинський шаховий клуб
- Стадіон «Нафтовик»
- Долинська дитячо-юнацька спортивна школа

Перед І-ю світовою війною в м. Долина було створено спортивно-пожежне товариство «Січ», яке виховувало молодь в національно-патріотичному дусі та гартувало її фізично. Спортивні товариства формувались за національною ознакою: євреї мали свої («Маккабі»), українці та поляки теж створювали власні клуби. Перша світова війна, польська окупація та інші події загальмували розвиток спорту в реґіоні; після 1922 року ситуація покращилась — виникли нові спортивні організації.
Найпопулярнішим на Галичині був футбол, хоча Долинщина в цьому напрямку відставала від своїх сусідів (спричинила висока ціна на землю, придатну для будівництва стадіону, також складний рельєф). Постало питання про будівництво нового майданчика, фінансування було переважно добровільне; було закуплено землю майже в центрі міста, де роботи почались в 1933 р., закінчились в 1935 році. Взимку стадіон заливали водою під лід. Стадіон був польським, українців туди не пускали. Були спроби створити українську команду, але всі намагання були марними. Після розпаду Польщі в 1939 році наші гравці могли грати на цьому стадіоні.
Розвиток спорту в Долині розпочався після 1952 року, коли почалося освоєння Долинського родовища нафти. Сюди приїхало багато молоді, зацікавленої в спорті. В 1961 році було відкрито спортивну школу, якій було передано будівлю костелу. 1986 року спортшкола перейшла в нову будівлю. Багато її вихованців досягли високих успіхів на українській та міжнародній арені. Найбільшу спортивну славу принесли борці. Чемпіонами України стали: Роман Гриців, Микола Федура, Стефаненко Василь, Січко Андрій. Також плідно працює тренер Степан Чернецький, який виховав п'ять майстрів спорту, його син Олександр став володарем Кубка світу та призером Чемпіонату Європи. С.Чернецькому присвоєно звання «Заслужений тренер України». На сучасному етапі в Долинській ДЮСШ функціонують 7 відділень: легка атлетика, греко-римська боротьба, футбол, волейбол, плавання, вільна боротьба, бокс. Навчально-тренувальний, виховний та спортивно-масовий процес здійснює дирекція школи та 34 тренери викладачі. З них три тренери мають звання «Заслуженого тренера України»: Чернецький С. Я., Кравченко М. А. та Яцик П. А.. Школа має статус 2-ї категорії і готує спортсменів високого спортивного рівня, таких як КМС, МСУ та МСУМК. В школі підготовлено 7 майстрів спорту міжнародного класу, 131 майстрів спорту, понад 100 кандидатів в майстри спорту. Заклад відомий не тільки на Івано-Франківщині, а й в Україні та далеко за її межами.

### ФК «Нафтовик»
У 1955 році була створена футбольна команда «Нафтовик» (Долина), яка з 1959 року почала виступати в першості області, де багато разів ставала чемпіоном. Потім стала третім призером серед аматорських команд, здобула право виступати в професіональній другій лізі України, де провела 10 сезонів. Команду з 1992 р. очолює президент і старший тренер Степан Штень.
Найуспішнішим для «Нафтовика» був сезон 2002/2003 років, у якому команда після першого кола посідала 2-гу позицію, претендувала на вихід до першої ліги, але в підсумку посіла четверту сходинку. У сезоні 2007/08 після першого кола «Нафтовик» припинив виступи на професіональному рівні через скрутне фінансове становище. Утримання команди фінансувалось за рахунок найбільшого спонсора ВАТ «Укрнафта». Проте, з 2008 року, коли нафтовики припинили фінансування команди, клуб перейшов на утримання за рахунок коштів районного бюджету. У 2016 році Долинська районна та міська ради своїми рішеннями узяли зобов'язання щодо паритетного фінансування утримання команди. За рішенням двох рад, за участю Долинської районної федерації футболу було створено нову юридичну особу — Асоціація «Футбольний клуб „Нафтовик-Долина“».
Зараз клуб виступає в чемпіонаті Івано-Франківської області.

## Відомі люди
- Почесні громадяни Долини

### Уродженці

Верховний архієпископ УГКЦ Святослав освячує пам'ятник Мирославу Любачівському в Долині

Пам'ятний знак М. Пачовському

- Андрейчук Іван Іванович — вчений, філолог, педагог
- Антонович Володимир Йосипович — музикант, засновник музичної школи в м. Долині
- Антонович Омелян — український громадський діяч і меценат;
- Антонович Мирослав — український співак (баритон), хоровий диригент і музикознавець, засновник і керівник Візантійського хору;
- Антонович Роман — український письменник, журналіст, член літ. групи «Дванадцятка»;
- Антонович Тарас — юрист, український громадський діяч, член-кореспондент НТШ;
- Бойдуник Осип — визначний діяч УВО, учасник установчого конгресу ОУН, голова Української Національної Ради;
- Винник Іван — майор Армії УНР, учасник двох Зимових походів;
- Гаразд Володимир Степанович — міський голова з 2006 по 2020 роки;
- Генріх Ґото — австрійський актор;
- Горбовий Володимир — визначний діяч УВО і ОУН, адвокат Степана Бандери на Варшавському та Львівському процесах[21];
- Гошилик Олександр Вікторович — солдат Національної Гвардії України, кавалер ордена «За мужність» III ступеня.
- Гошовський Роман Володимирович — футболіст.
- Грицей Оксана Йосипівна — художниця, заслужений майстер народної творчості України
- Домшинський Володимир Васильович — композитор;
- Кемпінський Антоній — польський психіатр;
- Кітраль Тарас Іванович — старший солдат Збройних сил України, кавалер ордена «За мужність» III ступеня.
- Креховецький Яків — доктор богослов'я, живописець.
- Крушельницький Ярослав — український живописець.
- Курташ-Карп Юлія Мар'янівна — українська поетеса, сценаристка, перекладачка.
- Лаврів Тарас Олегович — скульптор, музикант, спортсмен і педагог, військовослужбовець полку «Азов».
- Левинський Іван Іванович — український архітектор, педагог, підприємець і громадський діяч;
- Лівач Оксана Василівна — українська борчиня вільного стилю, призерка чемпіонату світу (2018), чемпіонка Європи (2019).
- Лопатинський Ярослав Йосипович — український композитор та лікар;
- Лопатинський Лев Григорович — лінгвіст та етнограф, дослідник мов народів Кавказу;
- Любачівський Мирослав Іван — предстоятель Української Греко-Католицької Церкви;

- Малько Іван — вояк УСС та Київської формації Січових Стрільців, учасник установчого Конгресу ОУН в 1929
- Попович Василь Іванович — вчений-оториноларинголог, доктор медичних наук, професор;
- Притуляк Денис — повітовий провідник ОУН Долинщини (1934);
- Роп'яник Остап Михайлович — український співак (бас);
- Скаврон Богдан Мар'янович — український поет, прозаїк і журналіст;
- Стефанишин Антін Савович — український письменник, педагог і громадський діяч;
- Струтинська Марія — письменниця, громадська діячка, активістка «Союзу українок»;
- Черналевський Руслан Валентинович — солдат Збройних сил України, кавалер ордена «За мужність» III ступеня.
- Чернецький Олександр Степанович — борець греко-римського стилю, призер чемпіонатів світу та Європи, учасник Олімпійських ігор.
- Шумей Олег-«SHUMEI» — український співак та музикант.
- Юзьків Ярослав Богданович — український скульптор і педагог.

### Пов'язані з Долиною
- Антонович Адам —український педагог, редактор журналу «Екран» (США);
- Атаманчук Василь — вояк УГА, член Летючої бригади УВО;
- Берковська Емілія Михайлівна — референт УЧХ Долинського повітового/надрайонного проводу ОУН, лицар Бронзового хреста заслуги;
- Величковський Теодор — священник, просвітитель, громадський діяч;
- Вінтонів Роман Іванович (Майкл Щур) — відомий український тележурналіст, актор, сценарист, музикант;
- Грабовенський Іван — український громадський діяч, отаман (майор) Української Галицької Армії, повітовий військовий комендант Дрогобича;
- Ґудзоватий Петро — сотник, шеф штабу округи УПА ВО «Тютюнник» та З'єднання групи «44», лицар Срібного Хреста Бойової Заслуги 1-го класу;
- Залуський Антон — український живописець та іконописець 19-го століття;
- Захарія Михайло Іванович — музикант-цимбаліст, переможець багатьох міжнародних конкурсів;
- Кочержат Іван Омелянович (1974—2023) — старший лейтенант Збройних сил України, учасник російсько-української війни.
- Левицька Зеновія — крайовий референт жіночого сектора і зв'язку ОУН, працювала в Долині у 1930-х;
- Левицький Омелян — командант Гуцульської сотні УСС, адвокат у Долині;
- Могильницький Андроник — український правник, адвокат, громадський діяч.[22]
- Нагірний Євген Васильович — визначний архітектор, займався відбудовою споруд у місті після Першої світової війни;
- Олійник Василь Васильович — поет, журналіст, голова Долинської районної «Просвіти»;
- Станіслав Орлик — війт Долини, писар польний коронний, жупник Руського воєводства, патрон місцевого костелу[23]
- Охрончук Сава Романович — лікар-хірург Долинської центральної лікарні. Заслужений лікар України. Почесний громадянин міста Долина.
- Пачовський Михайло Іванович — письменник, композитор, міський комісар Долини, делегат Української Національної Ради ЗУНР;
- Січко Василь Петрович — член Української Гельсінської групи, засновник і лідер Української Християнсько-Демократичної партії, політв'язень
- Свідерський Володимир Ігнатович — хорунжий УСС, лікар, громадський діяч. Короткий час проживав у Долині у 1944 році.
- Стрільців Василь Степанович — учасник українського національно-визвольного руху, член Української Гельсінської групи, громадський діяч
- Шухевич Степан Євгенович — громадський і військовий діяч, отаман УСС та УГА, на початку 20-го ст. суддя повітового суду в Долині.
- Шухевич Ірина Федорівна — відома художниця, дочка о. Теодора Величковського, проживала певний час в Долині.
- Щуровський Євген — командант ІІІ куреня Українських Січових Стрільців у складі УГА, працював адвокатом в Долині.
- Яворський Казимир-Ярослав Андрійович — сотник УПА, командир сотні «Хорти».

### Долинські старости
- Єжи Красіцький[24]

## Гімн
Офіційний гімн міста Долина був затверджений 11 лютого рішенням Долинської міської ради. Слова члена Національної спілки письменників України, голови районної організації ВУТ «Просвіта» ім. Т.Шевченка Василя Олійника, музика депутата міської ради Богдана Погонича.

### Текст
Із прадавніх віків сивочолих

Слава міста над краєм встає.

Ворогам не корилась ніколи,

І на ратне виходила поле -

Боронити майбутнє своє.

І шум смерек,

І ніжний цвіт калини,

І прапор волі воїна-борця,

Століттями освячена, Долино,

Тобі, неначе сонце, до лиця.

О, Долино — і давня й новітня,

На вкраїнській праотчій землі

Ти, немов бойківчанка, розквітла,

У розповені щастя і світла,

З короваєм добра на столі.

## Світлини

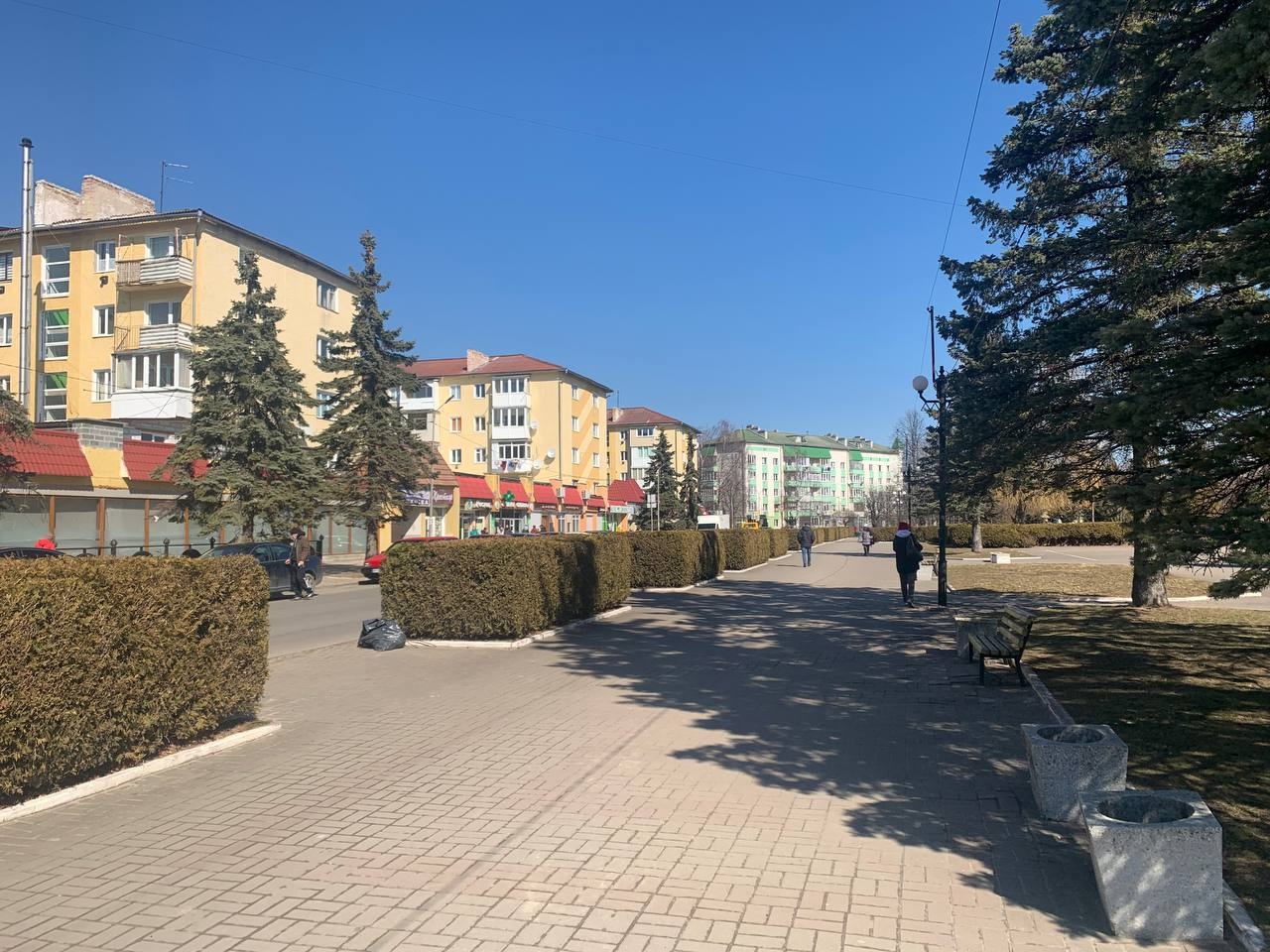
Вулиця Грушевського
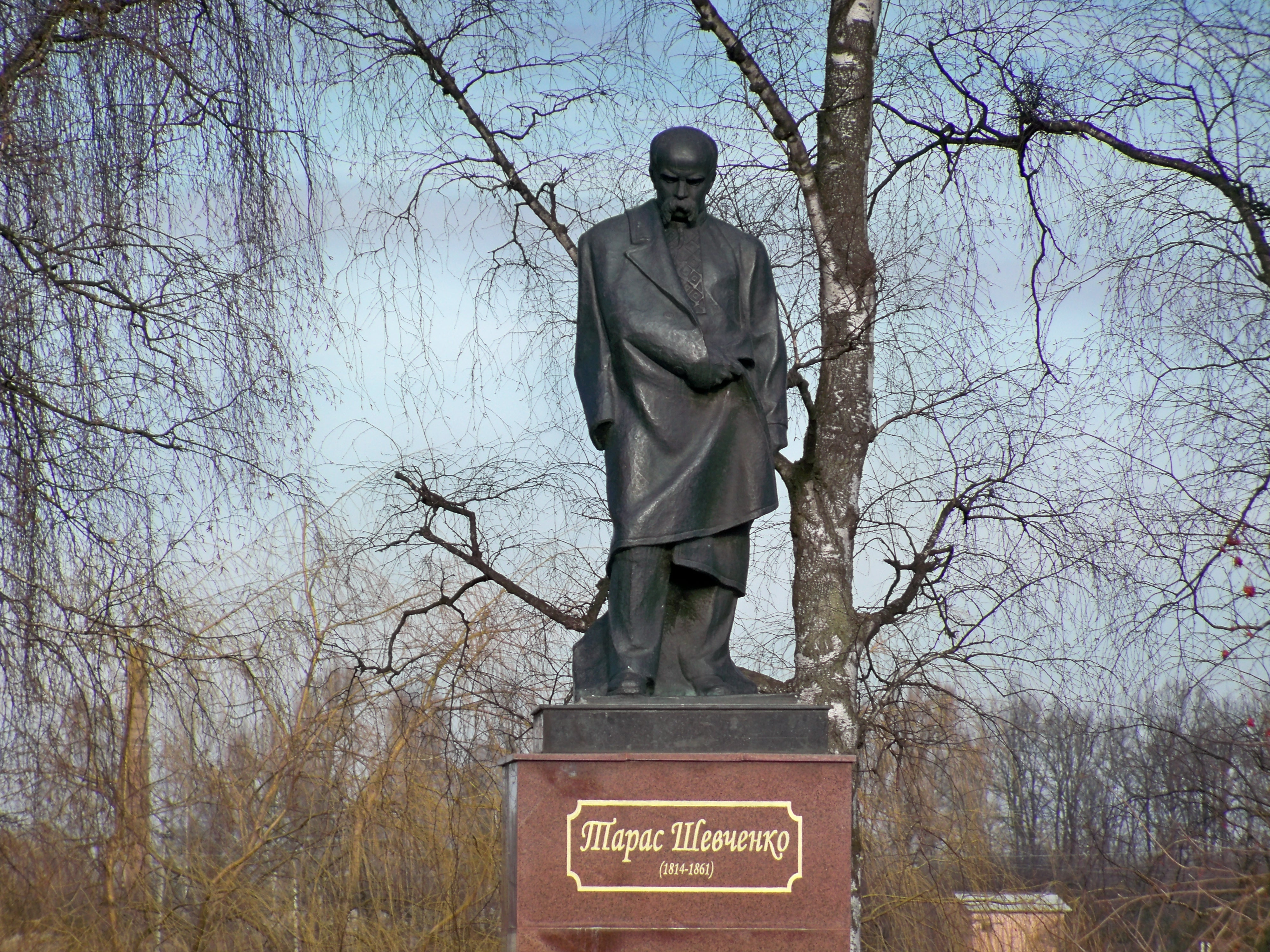
Пам'ятник Тарасу Шевченку
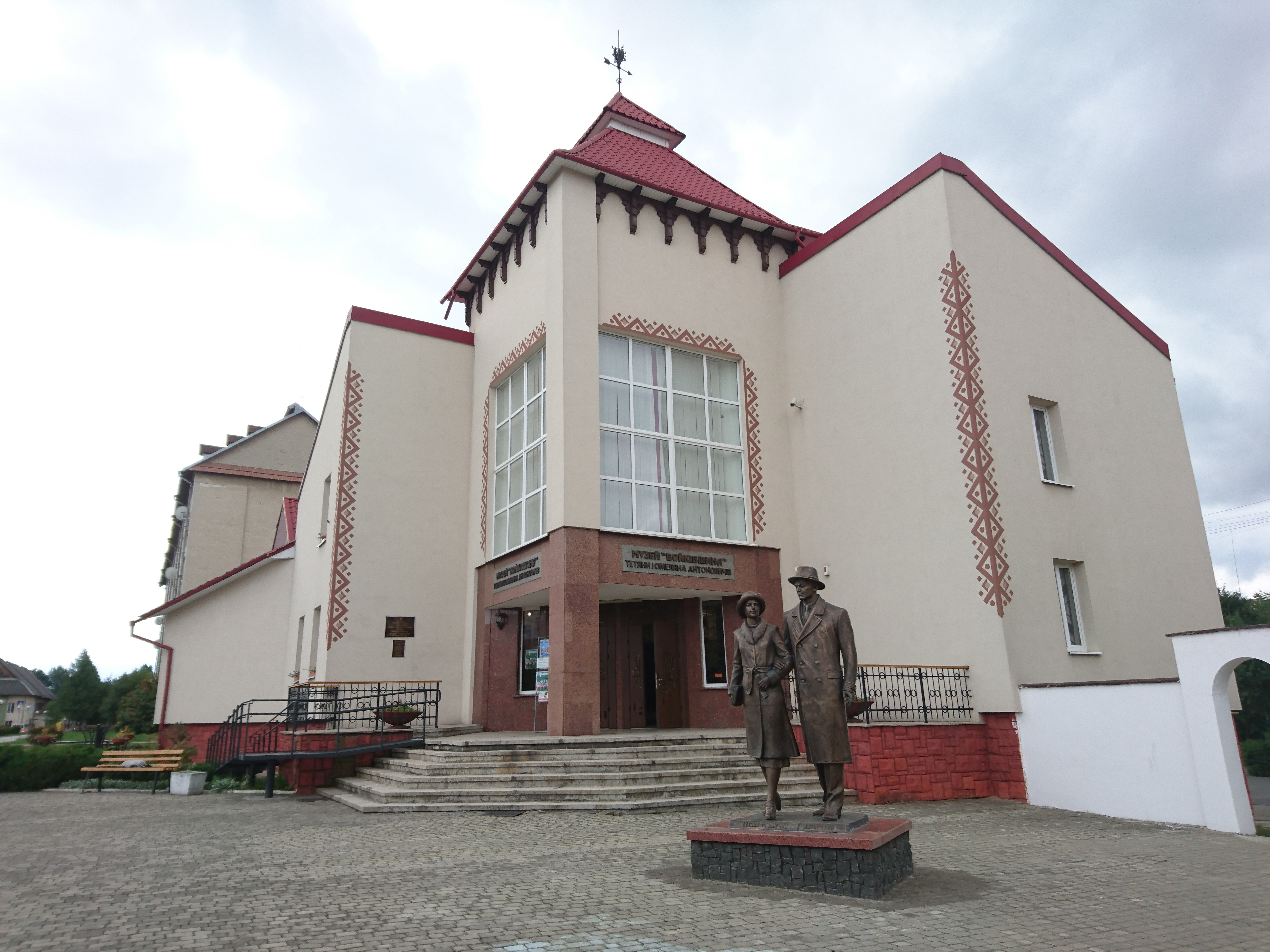
Музей
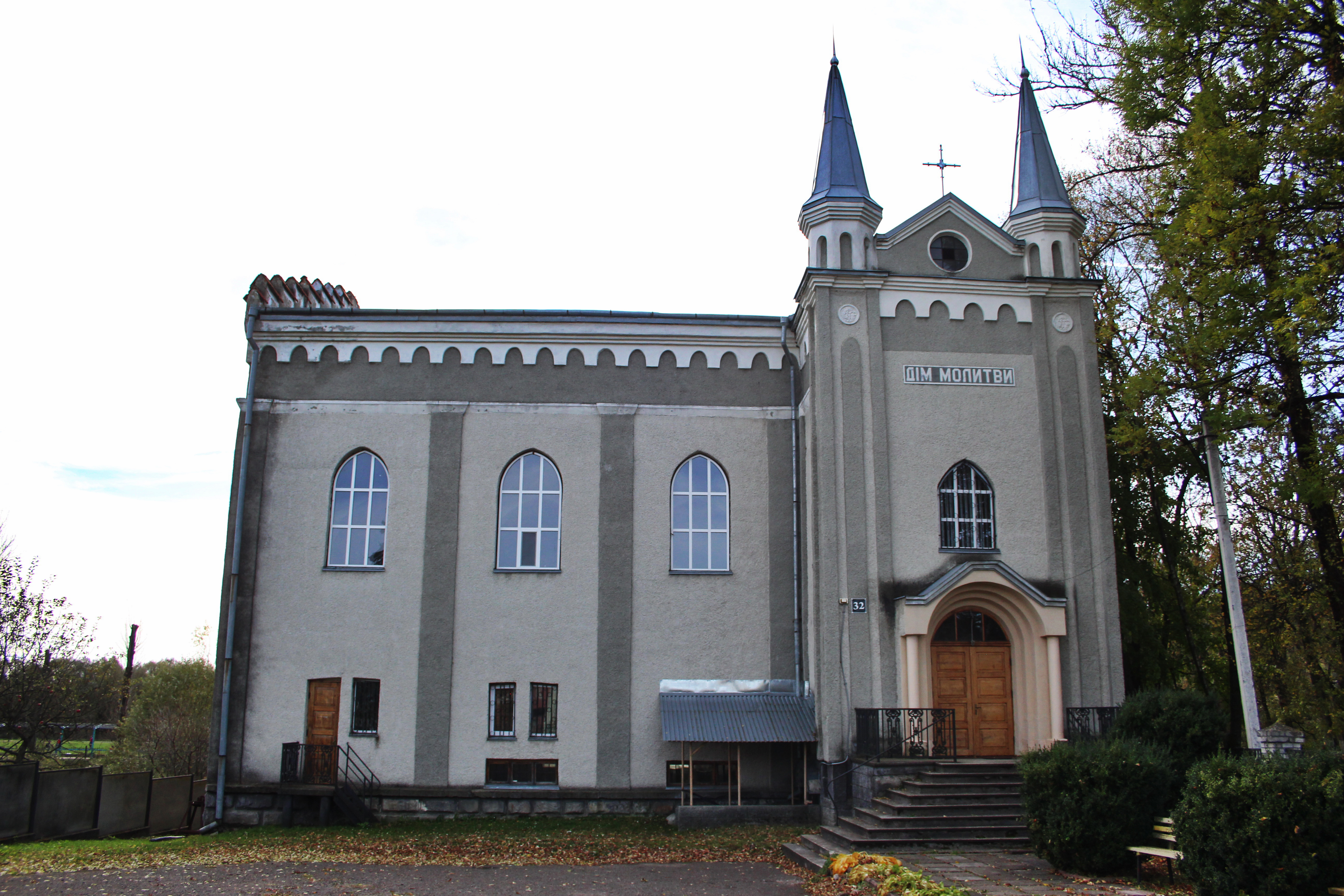
Церква Христа Спасителя Євангельських християн баптистів
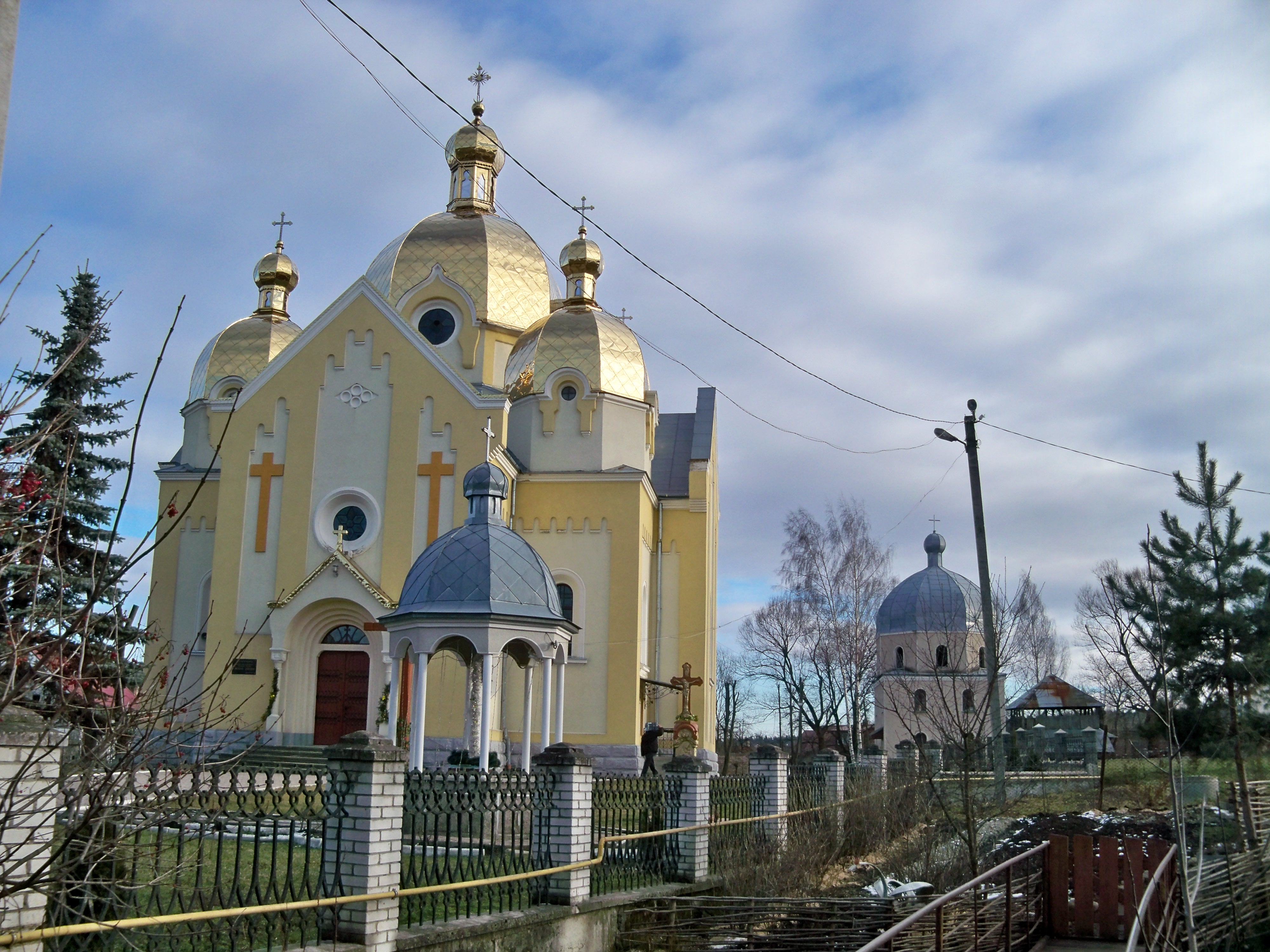
Церква Різдва Пресвятої Богородиці УГКЦ
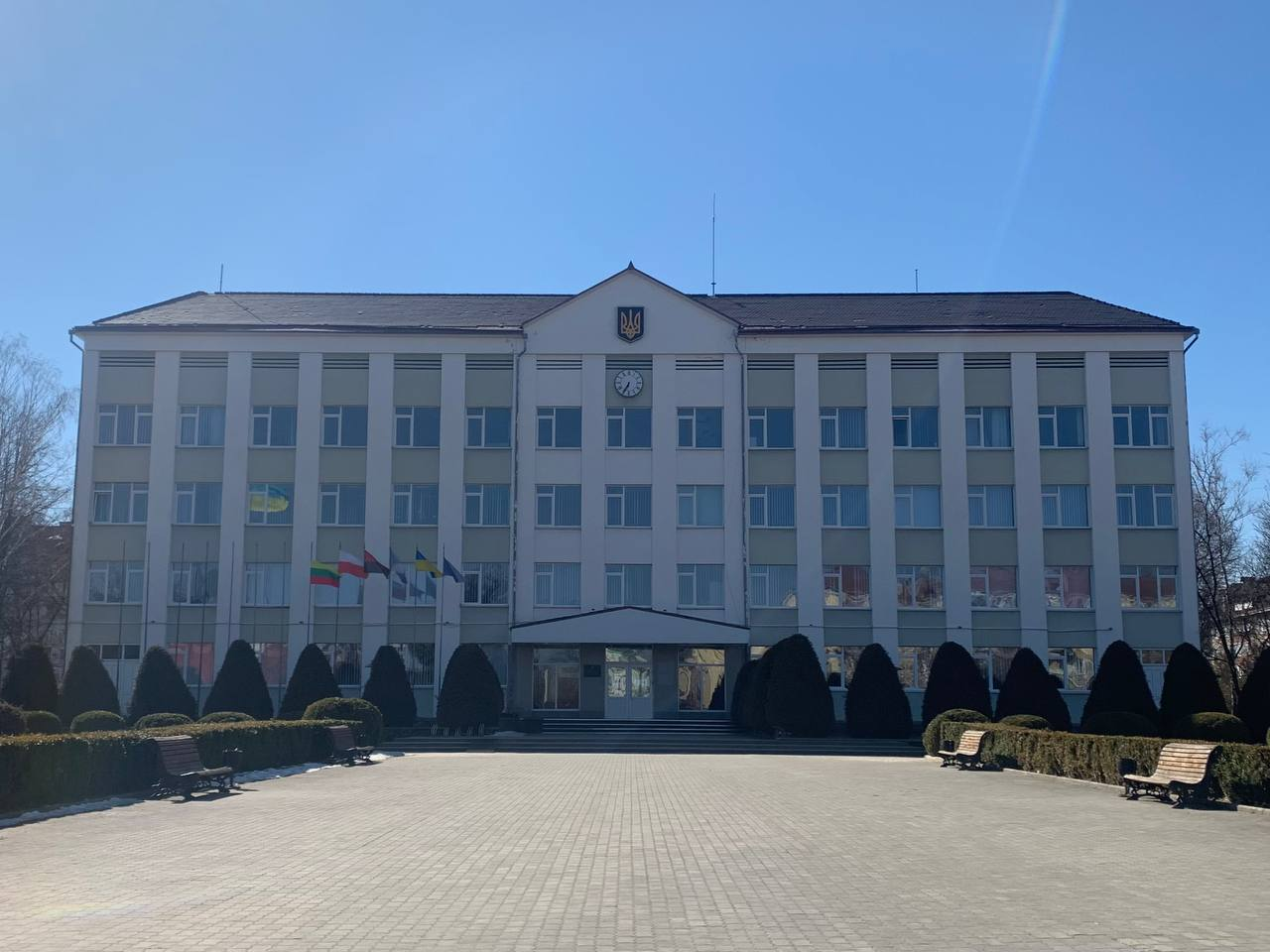
Долинська міська рада